# Callopsis volkensii
Callopsis es un género monotípico de plantas con flores perteneciente a la familia Araceae. Su única especie: Callopsis volkensii Engl., es originaria de Kenia y Tanzania. Es el único miembro de la tribu Callopsideae.

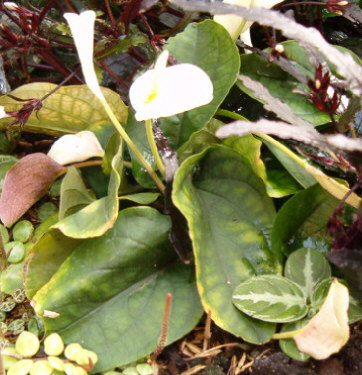
Inflorescencia

## Descripción
Esta planta forma un rizoma rastrero y tiene las hojas cordadas - ovales de color verde.  La inflorescencia es típica de la familia Araceae, con una espata blanca y espádice amarillo.  El espádice es más corto que la espata y sus flores masculinas y femeninas están separadas.

## Distribución y hábitat
Crece a una altitud de 800 m (2.625 pies) en el bosque virgen del este de África en Kenia y Tanzania. 

## Taxonomía
Callopsis volkensii fue descrito por Adolf Engler y publicado en Notizblatt des Botanischen Gartens und Museums zu Berlin-Dahlem 1: 27. 1895.